# 더 프레이
더 프레이(The Fray)는 미국의 팝 록 밴드이다. 멤버는 조 킹(기타), 아이작 슬레이드(보컬), 데이브 웰시(기타), 벤 와이소키(드럼)로 구성되어 있다.